# سیارک ۱۳۵۶۲
سیارک ۱۳۵۶۲ (به انگلیسی: 13562 Bobeggleton، نامگذاری:1992SF11) سیزده هزار و پانصد و شصت و دومین سیارک کشف شده‌است که در ۲۸ سپتامبر ۱۹۹۲ کشف شد.
قدر مطلق سیارک برابر ۲۵.۷ است.